# Thaumetopoea solitaria
Thaumetopoea solitaria är en fjärilsart som beskrevs av Freyer 1838. Thaumetopoea solitaria ingår i släktet Thaumetopoea och familjen tandspinnare. Inga underarter finns listade i Catalogue of Life.

## Bildgalleri

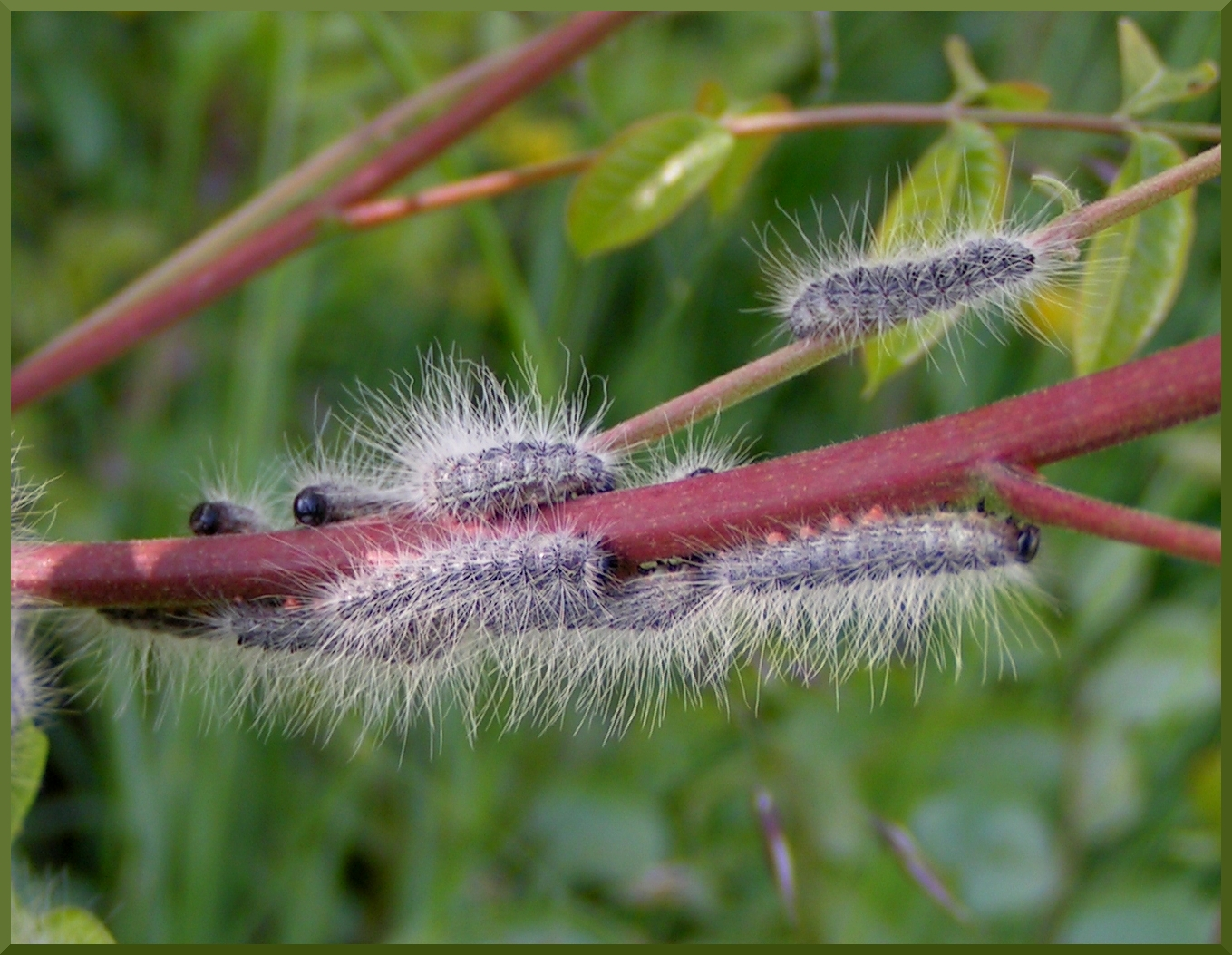
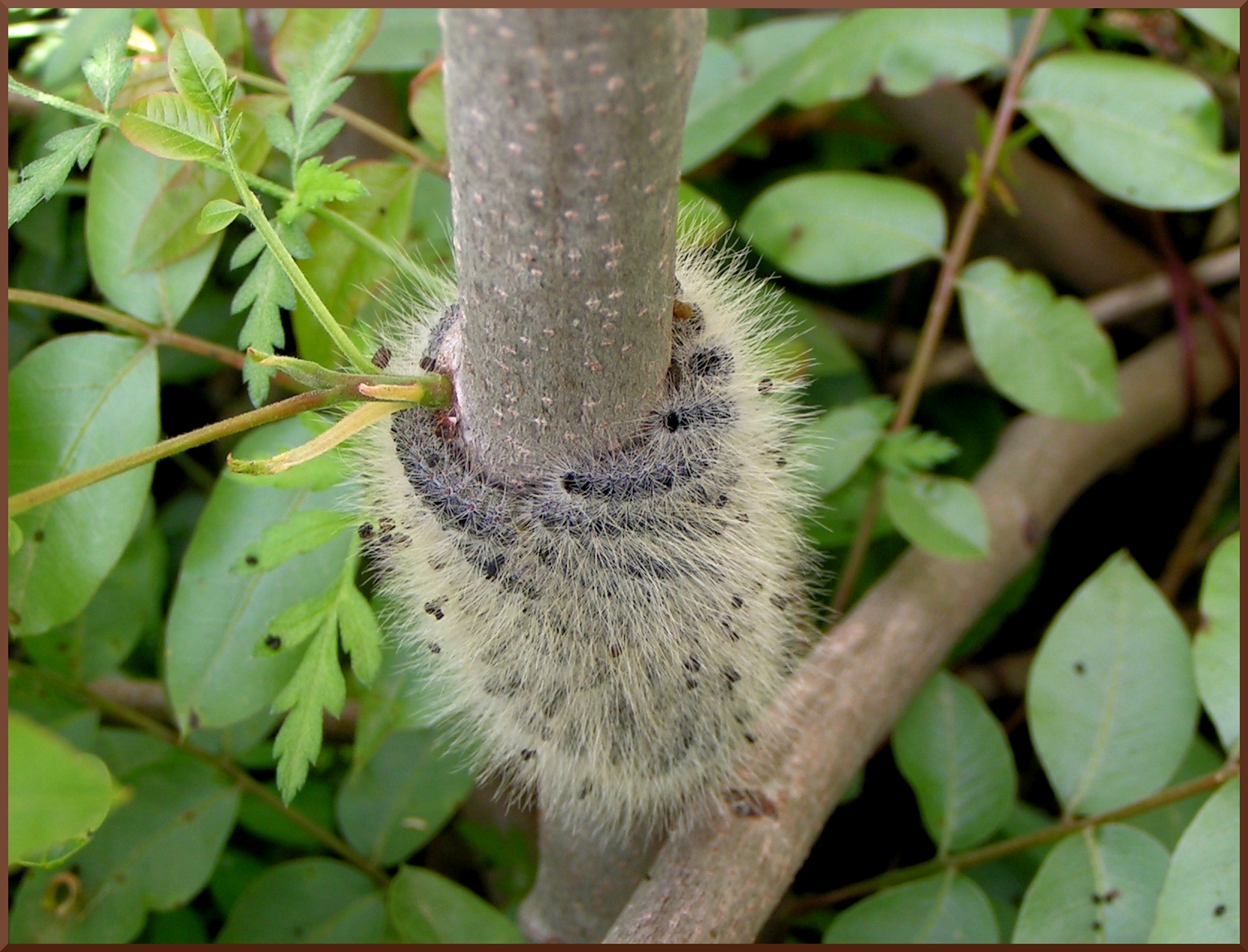
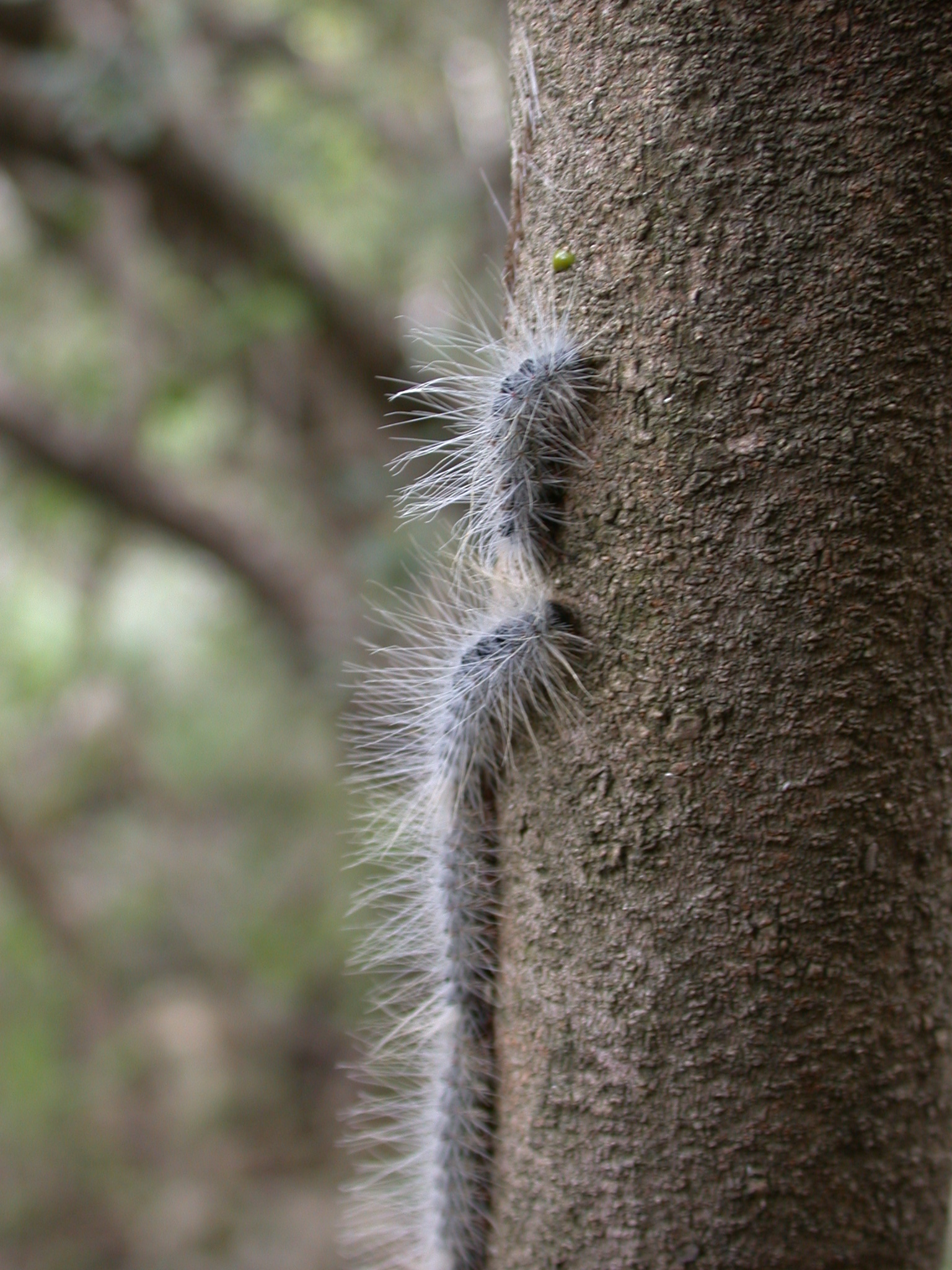
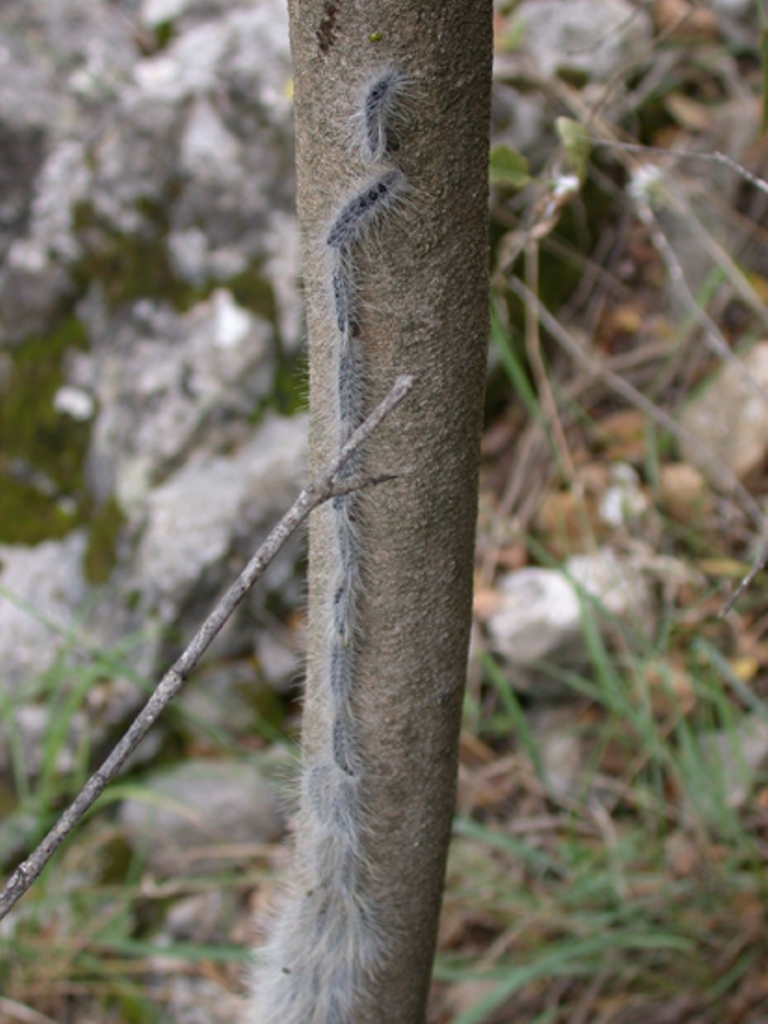